# Juan Lladró
Juan Lladró Dolz (Almácera, Valencia, 6 de junio de 1926-Valencia, 16 de diciembre de 2017) fue un empresario y artista español conocido por sus piezas artísticas de cerámica, así como decano de honor de la Real Academia de Cultura Valenciana.
Junto a sus hermanos José y Vicente, creó una de las empresas cerámicas más importantes de España.

## Biografía
Lladró nació en Almácera, pueblo de la huerta valenciana, hijo de los agricultores Juan Lladró Cortina y Rosa Dolz Pastor. Fue el primero de tres hermanos.
Después de estudiar en 1940 en la Escuela de Artes y Oficios de San Carlos, en Valencia, donde Juan y José estudiaron dibujo, pintura y composición decorativa, mientras que Vicente se dedicó a la escultura, trabajó como aprendiz en la empresa Víctor de Nalda, de Almacera. En esta fábrica, Juan y sus hermanos aprendieron y desarrollaron sus dotes como escultores.
En 1951 fundó con sus hermanos José y Vicente un taller de cerámica en su localidad natal, que sería el origen de Cerámicas Lladró.
Varios de sus trabajos de aquella época pueden verse en la actualidad en el Museo Lladró de Nueva York.

### Inicio de la empresa familiar
Los hermanos Lladró empezaron a crear sus propias esculturas en un pequeño horno construido en el patio de la casa paterna, en ella tras sus primeros simples experimentos como platos decorados, pinturas sobre azulejos y algún que otro jarrón, pronto se consiguieron los primeros encargos para grandes empresas como por ejemplo sencillas flores de cerámica. Esa actividad no tardó en hacerse incompatible con el trabajo en la fábrica, que finalmente tuvieron que abandonarla.
En la década de los 50, consiguieron reunir el dinero necesario para crear su propio negocio. Así fue como los hermanos Lladró fraguaron, en 1953, lo que se convertiría en una empresa de renombre y de vocación universal.
Con el tiempo, aquel pequeño negocio de esculturas clásicas se convertiría en un entramado de empresas de actividad diversificada, con negocios inmobiliarios y agrarios, y hasta complementos de piel.
No obstante, la empresa que fabrica las porcelanas, en un proceso enteramente artesanal, continuaría siendo el buque insignia de Lladró en la Ciudad de la Porcelana, un complejo levantado en las afueras de Valencia. Los tres hermanos empezaron a viajar y a visitar ferias nacionales e internacionales del sector para vender sus figuras. El estilo de Lladró, siempre naturalista, ha evolucionado desde el clásico hasta el que incorpora cierto neo romanticismo sentimental.
En 1959, la empresa se trasladó a una nave de la población vecina de Tabernes Blanques, porque la demanda había superado las expectativas.

### La marca Lladró sale al mercado internacional
En los años sesenta la empresa inició su expansión por el territorio nacional y puso el primer eslabón de una cadena de tiendas en el extranjero con su implantación en Estados Unidos.
Se inaugura en 1962 la Escuela de Formación Profesional, ubicada en la misma fábrica de Tabernes Blanques donde se empiezan a impartir materias directamente relacionadas con el proceso de creación de la porcelana (dibujo, pintura, escultura, historia del arte, etc).
En 1965 las esculturas de Lladró empiezan a introducirse en mercados exteriores, el norteamericano, principalmente.
El 2 de noviembre de 1967, se culminó la construcción de la Ciudad de la Porcelana la cual fue planificada con la idea de crear las mejores condiciones para desarrollar una labor artística combinada con el deporte y el ocio. Así en 1968 a modo de precursora de nuevas y futuras estrategias de diversificación se crea "Nao" como segunda marca de figuras de porcelana orientada a un público más joven y desenfadado.
En 1969, el entonces ministro de Industria Gregorio López-Bravo, inaugura las primeras instalaciones de la Ciudad de la Porcelana. Espacios libres, jardines, zonas deportivas para practicar la natación, futbol o tenis, zonas de ocio abiertos todo el año a disposición de las familias de los trabajadores para disfrutar del complejo y así crear un clima más favorable entre todos los que participaban en el proyecto.
Hasta entonces fabricaban y decoraban piezas de loza, pero pronto decidieron experimentar con otros materiales y otro tipo de diseños.
En 1970 se incorporó la línea Gres, con la imagen de una muchacha leyendo. La peculiar luminosidad de este material fascinó a la clientela y a los críticos, y al año siguiente surgió la línea de los jarrones, un excelente medio de expresión para los pintores de la empresa.
En 1973 los Lladró ya disponían de suficiente capital para adquirir el 50% de la Weil Ceramics & Glass, con lo que afianzaron su presencia en el mercado estadounidense.
En 1974 lanzaron las primeras esculturas de la colección Elite y empezaron a aplicar el emblemático azul brillante mediante una pequeña calca colocada en la base de cada pieza antes de pintarla.
En 1984, el relevo generacional al frente de la compañía se incorpora al Consejo de Administración de la empresa, Rosa hija de Juan Lladró, Mari Carmen, hija de José Lladró y Juan Vicente hijo de Vicente Lladró.
En 1985 nació la Sociedad de Coleccionistas, que reúne a más de cien mil clientes fijos amantes de las porcelanas Lladró y que disfrutan de ciertas ventajas a la hora de adquirir productos de tirada limitada.
El 18 de septiembre de 1988 se inauguró el Museo y Galería Lladró de Nueva York, en la calle 57 de Manhattan y, con la fundación de Lladró USA y Ordal Australia se consolidó la expansión de la empresa en Estados Unidos y Australia.
En 1986 se firma en enero el acuerdo para la formación de una empresa conjunta (joint venture) con el grupo Mitsui, hasta ese momento distribuidor de las porcelanas Lladró en Japón. Como consecuencia de esta alianza se crea la filial Bussan Lladró en Tokio.
Los hermanos Lladró han abierto filiales en otros lugares de España y en Estados Unidos, Canadá, Alemania, Bélgica, Italia, Reino Unido, Japón, Hong Kong, Singapur y Australia.
En 2003, la familia Lladró decidió romper la sociedad. Las tres ramas de la familia, que se repartían la empresa al 33%, alcanzaron un acuerdo societario por el que Juan Lladró y sus cuatro hijas controlarían la división histórica de la compañía, Lladró Comercial, sociedad que agrupa tanto el negocio de la porcelana, con sus marcas, Lladró y Nao, como el de joyería, con Carrera y Carrera.

### De las ventas a los museos
En 1988 el día 18 de septiembre se inaugura el Museo y Galería Lladró de Nueva York, en un edificio restaurado que conserva todo el encanto urbanístico de los años veinte situado en la calle 57 de Manhattan. Se fundan las filiales Lladró United Kingdom, Lladró USA y Ordal Australia.
El renombre adquirido por las esculturas Lladró propició que en 1991 fuera expuesta una selección de las mismas en el exclusivo Museo del Ermitage, en San Petersburgo. Desde entonces, dos piezas forman parte de la colección permanente de este emblemático museo: Carroza siglo XVIII y Don Quijote.
En 1992, Lladró está presente en el Pabellón de Valencia en la Exposición Universal Expo 92, en Sevilla.
"Luz de América", se expone en el Museo de Arte Moderno de Santo Domingo (República Dominicana). La muestra monográfica "Lladró de cerca" incluye veinticinco piezas emblemáticas. Desde entonces, "Luz de América", creada con el motivo del V centenario del Descubrimiento de América y donada por Lladró, ocupa un espacio privilegiado en la sala principal del museo.
En 1995 se inaugura el Centro Lladró en Madrid. Con tal motivo, se instala una exposición especial que reúne alrededor de medio centenar de obras inspiradas en la ciudad de Madrid; el 26 de marzo de 1997, el Centro Lladró de Beverly Hills, un edificio de grandes dimensiones obra común de Juan Vicente Lladró, Rafael Tamarit y el renombrado arquitecto estadounidense Ki Suh Park, y en 1999, el Centro Lladró en Las Vegas. Con la colección Inspiration Millennium se dio la bienvenida al tercer milenio y se inauguró otro Centro Lladró en Sídney. En 2001 nació Lladró Privilege, un programa de fidelización de clientes.

## Trayectoria empresarial
Además de su trabajo en la empresa Lladró,  Juan ha sido consejero y fundador de Antena 3, consejero del Banco Hispanoamericano, del Banco Central Hispano entre 1986 y 1994,  de Tabacalera, S.A. desde marzo de 1998, consejero del Banco de Murcia y Vicepresidente del Banco de Valencia, entre otros cargos empresariales.
También es destacable su trabajo en la Cámara de Comercio, Industria y Navegación de Valencia  donde fue Vicepresidente en 1998.
Juan Lladró fue miembro fundador de la Fundación para la Investigació i Formació en Oncologia.

## Premios y distinciones
- En 1972 se le concedió la Medalla de Plata del Mérito al Trabajo,
- En 1992 fue galardonado con la distinción de Empresario del Año de la Comunidad Valenciana.
- En 1993 Lladró recibe el Premio Príncipe Felipe a la Excelencia Empresarial, en el apartado Internacionalización.
- En 1994 Lladró recibe el Premio a la Mejor empresa española.
- En 1997 nuevamente Lladró recibe el Premio Príncipe Felipe a la Excelencia Empresarial en el apartado Capacidad para Competir.
- En 1997 se le otorgó la Comanda de número del Orden del Mérito Civil.
- En 2002 Lladró recibe por tercera vez el Premio Príncipe Felipe a la Excelencia Empresarial, en esta ocasión en la categoría Gestión de la Marca Renombrada.
- Comendador de la Real Orden de Caballeros de Santa María de El Puig
- Patrón Electo del Consulado del Mar de la Lonja de Valencia.
- En 2005 se le entregó la Medalla de Honor de la Universidad Cardenal Herrera-CEU.